# Бейлин, Вениамин Львович
Вениамин Львович Бейлин (25 августа 1904 года, Барвенково, ныне город в Харьковской области — 16 марта 1982 года, Москва) — советский военный деятель, Генерал-майор (1943 год).

## Начальная биография
Вениамин Львович Бейлин родился 25 августа 1904 года в слободе Барвенково, ныне в городе Харьковской области.

## Военная служба

### Довоенное время
В сентябре 1923 года Бейлин был призван в ряды РККА и направлен на учёбу в 4-ю Киевскую артиллерийскую школу комсостава РККА, по окончании которой с октября 1927 года последовательно назначался на должности командира взвода, временно исполняющего должность командира батареи, а также начальника разведки дивизиона 80-го лёгкого артиллерийского полка, дислоцированного в городе Артемовск (Украинский военный округ).
В июне 1931 года был назначен на должность начальника разведки дивизиона в Сумской артиллерийской школе имени М. В. Фрунзе, а в декабре 1932 года — на должность помощника начальника штаба 24-го артиллерийского полка, дислоцированного в городе Винница.
В мае 1934 года был направлен на учёбу в Военную академию имени М. В. Фрунзе, по окончании которой в октябре 1937 года был назначен на должность начальника штаба 100-го артиллерийского полка (100-я стрелковая дивизия, Белорусский военный округ), в апреле 1938 года — на должность начальника штаба артиллерии 100-й стрелковой дивизии, в мае — на должность начальника артиллерии дивизии, в ноябре 1938 года — на должность начальника 1-го отделения управления артиллерии — начальника артиллерии Витебской армейской группы войск, а затем — на эту же должность в штабе Северо-Кавказского военного округа.
В декабре 1939 года Бейлин был направлен на учёбу в академию Генерального штаба РККА.

### Великая Отечественная война
В начале Великой Отечественной войны Бейлин был назначен исполняющим должность старшего помощника начальника оперативного отдела штаба 27-й армии (Северо-Западный фронт). Находясь на этой должности, Бейлин в июле 1941 года принимал участие в оборонительных боях на Западной Двине, затем на реке Великая на рубеже Выбори — Опочка и на Ловати в районе города Холм. В августе 27-я армия принимала участие во фронтовом контрударе в районе Старой Руссы. Вскоре армия вела оборону на демянском направлении и к началу октября остановила наступление противника на рубеже озёр Велье и Селигер.
С января 1942 года Бейлин исполнял должность заместителя начальника штаба 4-й ударной армии, созданной в декабре 1941 года на базе 27-й армии. 4-я ударная армия в составе Калининского фронта принимала участие в ходе Торопецко-Холмской наступательной операции.
18 мая 1942 года Вениамин Львович Бейлин был назначен на должность начальника штаба 2-го гвардейского стрелкового корпуса. С 29 сентября по 24 октября 1942 года полковник Бейлин временно исполнял должность командира этого корпуса, который в это время вёл бои на Невельском направлении. С ноября 1942 по январь 1943 года корпус принимал участие в ходе Великолукской наступательной операции.
25 сентября 1943 года Вениамин Львович Бейлин был назначен на должность командира 91-й гвардейской стрелковой дивизии (39-я армия).
18 октября был назначен на должность начальника штаба 3-й ударной армии, которая принимала участие в Невельской наступательной операции, наступлении на идрицком направлении, а также в Режицко-Двинской и Мадонской наступательных операциях.
12 августа 1944 года Бейлин был освобождён от должности и назначен на должность старшего преподавателя кафедры оперативной подготовки Военной академии имени М. В. Фрунзе, а затем — на должность старшего преподавателя кафедры оперативного искусства этой же академии.

### Послевоенная карьера
С окончанием войны Бейлин продолжил служить в академии. В апреле 1949 года был назначен на должность заместителя начальника кафедры общей тактики и оперативной подготовки Военно-инженерной академии имени В. В. Куйбышева.
В феврале 1955 года генерал-майор Вениамин Львович Бейлин вышел в запас. Умер 16 марта 1982 года в Москве.

## Награды
- Орден Ленина;
- Три ордена Красного Знамени;
- Орден Богдана Хмельницкого 2 степени;
- Орден Отечественной войны 1 степени;
- Медали;
- Иностранный орден.